# Gerd Truntschka
Gerd Truntschka (né le 10 septembre 1958 à Landshut) est un joueur de hockey sur glace.
Il a été repêché en 1978 lors du repêchage d'entrée dans la Ligue nationale de hockey par les Blues de Saint-Louis à la 200e position. Il a joué pour les Kölner Haie, le Düsseldorfer EG avant de terminer sa carrière avec le Hedos de Munich en 1994. Au total Gerd Truntschka joué 813 parties de la ligue allemande (incluant les séries éliminatoires) en plus de participer à 217 matches internationaux avec l’Équipe d'Allemagne de hockey sur glace. Son frère Bernd était également un joueur de hockey professionnel.